# 이희천
이희천(1927년 11월 3일~1998년 12월 2일)은 대한민국의 정치인이다. 제13·14대 국회의원을 지냈다.

## 역대 선거 결과
|  | 6.79% |

|  | 39.35% |

|  | 63.73% |

|  | 46.23% |